# Oncocnemis confusa
Oncocnemis confusa là một loài bướm đêm trong họ Noctuidae.